# Verfassungskreislauf
Als Verfassungskreislauf (altgriechisch ἀνακύκλωσις anakyklosis) wird vor allem das vom Historiker Polybios im 2. Jahrhundert v. Chr. entworfene System der Verfassungslehre bezeichnet. Es baut auf der aristotelischen Klassifikation der antiken Verfassungen auf und besagt, dass es einen zwingenden Verfallsprozess gibt, in dessen Folge die verschiedenen Verfassungen zyklisch aufeinander folgen. Dabei spielt, so die dem Modell zugrunde liegende These, das Phänomen der Dekadenz eine zentrale Rolle: Der Verfall der Tugenden innerhalb der Stadtstaaten, etwa in Gestalt einer nachlassenden Orientierung am Gemeinwohl, sei dafür verantwortlich, dass vormals gute und gerechte Verfassungsordnungen korrumpiert und durch despotische Regierungen ersetzt würden. An deren Stelle folge nach einer Phase des Chaos, der Unzufriedenheit und der Machtkämpfe die jeweils nächste Phase des Verfassungskreislaufs.
Die Vorstellung eines Verfassungskreislaufes hatte großen Einfluss auf die Theoretiker des Republikanismus, etwa auf die Forderung nach einer Mischverfassung durch Marcus Tullius Cicero, welche die politische Ordnung stabilisieren sollte, den Republikentwurf Niccolò Machiavellis, Montesquieus Konzept der Gewaltenteilung, und die Mischverfassung der Vereinigten Staaten von Amerika (siehe z. B. Federalist No. 40).

## Platon
Laut Platon kann auf die Aristokratie die Timokratie folgen, die wiederum von der Oligarchie, dann der Demokratie und schließlich der Tyrannis abgelöst werden kann (vgl. auch die entsprechenden alten Vorstellungen von einem Goldenen Zeitalter bzw. von einer progressiven Verschlimmerung der Zustände). Nach herrschender Meinung handelt es sich dabei jedoch nicht um einen vollständig geschlossenen Kreislauf.

## Aristoteles
Aristoteles unterscheidet zwischen sechs Staatsformen: der Monarchie (Alleinherrschaft), der Aristokratie (Herrschaft der Besten) und der Politie als gute Formen sowie deren entarteten Pendants Tyrannis, Oligarchie (Herrschaft weniger) und Demokratie (bei ihm als Herrschaft der freigeborenen Armen definiert; zur Differenzierung zum heutigen Demokratiebegriff heute auch als Ochlokratie bezeichnet). Aristoteles glaubt, eine gute Staatsform neige zur Entartung, aus dieser entarteten Form gehe dann die nächste gute Form hervor usw. Um diesem Kreislauf zu entgehen, plädiert er für eine Form der Mischverfassung zwischen Demokratie und Oligarchie, die er auch wieder als Politie bezeichnet.
- Monarchie → Tyrannis,
- Tyrannis → Aristokratie,
- Aristokratie → Oligarchie (oder Plutokratie als Sonderfall),
- Oligarchie → Politie,
- Politie → Demokratie im Sinne von Ochlokratie und Laokratie,
- Demokratie → Monarchie …

## Polybios
Über den Kreislauf der Verfassungen (πολιτειῶν ἀνακύκλωσις politeíōn anakýklōsis) schreibt Polybios im 6. Buch seiner Universalgeschichte (6,9). Er erblickt in der Geschichte sechs bzw. sieben Verfassungstypen, die sich in einem beständigen Kreislauf und nach einer festen Regel abwechseln.
| Anzahl der Herrscher | Gemeinwohl   | Eigennutz   |
| -------------------- | ------------ | ----------- |
| Einer                | Monarchie    | Tyrannis    |
| Wenige               | Aristokratie | Oligarchie  |
| Viele                | Demokratie   | Ochlokratie |

Es sind dies die drei rechtmäßigen, „guten“ Formen der Monarchie (altgriechisch βασίλεια basileia), der Aristokratie und der Demokratie sowie deren zugehörige Verfallsformen der Tyrannis, der Oligarchie und der Ochlokratie. Am Anfang des Kreislaufs steht eine einmalige und nicht in die Anakyklosis einbezogene Häuptlingsherrschaft oder Urmonarchie (μοναρχία).
Die drei Verfallsformen entstehen zwingend durch den moralischen Verfall (die Sicherheit ihres Lebens als Herrschende verursacht bei ihnen Habsucht, Überheblichkeit, Ungerechtigkeit und Herrschsucht) und den daraus folgenden Machtmissbrauch des jeweils Herrschenden oder der jeweils herrschenden Gruppe, und diese werden wieder durch eine sich neu formierende Gruppe gestürzt. So löst die Tyrannis zwingend die Monarchie ab, um dann gestürzt zu werden. Die sich nun bildende Aristokratie erleidet ebenfalls das Schicksal, dass die Herrschenden ihre Macht missbrauchen und sich das System so zur Oligarchie wandelt, die nicht mehr das Gemeinwohl, sondern ihr eigenes Wohl im Sinne hat. Diese wiederum wird von der Demokratie, der Herrschaft des Volkes, abgelöst, die sich als letzte Stufe zwingend zur Ochlokratie, der Herrschaft des Pöbels, entwickelt. Hier schließt sich der Kreislauf, wenn sich eine starke Einzelperson aufschwingt und wieder eine Monarchie installiert.
Polybios unterscheidet also bei seinen Verfassungstypen einerseits nach der Zahl derer, die Macht ausüben, und andererseits, ob die Macht mit Einverständnis der Untertanen ausgeübt wird oder nicht.
In der Anakyklosis-Theorie vereinigt Polybios drei Vorstellungsprinzipien, die für ihn universal sind: zum einen den Gedanken, dass – angelehnt an den biologischen Prozess – auch alle ablaufenden Verfassungsprozesse die natürlichen Entwicklungsschritte Werden, Sein und Vergehen durchlaufen; als zweite Konstante findet sich die Vorstellung, dass sich die Zahl der Herrschaftsausübenden sukzessive vergrößert, und schließlich als dritte Komponente die Kyklos-Denkform, ausgedrückt dadurch, dass nach der Ochlokratie wieder die Monarchie folgt.
Aristoteles hatte die Ansicht vertreten, dass Staaten mit Mischverfassungen wie die Handelsrepublik Karthago, Sparta und die Römische Republik vor diesem Verfallskreislauf geschützt seien. Der weniger an Modellen als an konkreten Verfassungen interessierte Polybios hielt diesen Schutz für langanhaltend, aber nicht für dauerhaft; diese Einschätzung bestätigte sich für Karthago und Rom.

## Machiavelli
In der Renaissance griff Niccolò Machiavelli die in der Antike verbreitete Auffassung von der Geschichte als einem Kreislauf der Staatsformen wieder auf. Er hatte in einem volgarizzamento, d. h. in volkssprachlicher Übersetzung, Polybios rezipiert:

„Alle genannten Formen sind daher unheilbringend, und zwar wegen der Kürze des Lebens der drei guten, und wegen der Verderblichkeit der drei schlechten. Deshalb vermieden die weisen Gesetzgeber, diese Mängel erkennend, jede der drei guten Regierungsformen an und für sich und erwählten eine aus allen dreien zusammengesetzte. Diese hielten sie dann für die festeste und dauerhafteste, da Monarchie, Aristokratie und Demokratie, in einem und demselben Staate vereinigt, sich gegenseitig überwachen.“

## Antike Quellen
- Platon: Politeia 8
- Aristoteles: Politik 1297 a 5
- Polybios 6,4–9 (online in englischer Übersetzung)